# 乌尔都语
烏爾都語（乌尔都语：(لشکری) اُردُو‬）是属于印欧语系印度-伊朗语族的印度-雅利安语支。從使用人數來看，乌尔都语大约排名世界第20名，是巴基斯坦的国语，也是印度的24种规定语言之一。如果从宏观角度来看，乌尔都语可看成是印度斯坦语的一部分，所有印度斯坦语言构成世界上第四大的语言。在1200年到1800年，南亚在德里蘇丹國和莫卧儿帝国的统治下，乌尔都语受到波斯语、突厥语、库尔德语和阿拉伯语的影响。乌尔都文有37或38个字母。

## 使用者与其地理分布
乌尔都语母语使用者大约有6-8千万人，其中5千2百万在印度（2001年），占当时该国人口的6%；1千3百万在巴基斯坦（2008年），占该国人口的8%；另有散布在世界各地的母语者。
在巴基斯坦的城市中，乌尔都语在大多数人中能通用，其中包括卡拉奇、伊斯兰堡、拉合尔、拉瓦品地、白沙瓦、奎达、海德拉巴、古吉兰瓦拉、费萨拉巴德、木尔坦和苏库尔。乌尔都语是巴基斯坦所有省份的官方语言，尽管该国有93%的人口不以它为母语。在同时使用英语和乌尔都语的学校中，直至高中前，乌尔都语是强迫性学习的语言。这样就使数以百万计以旁遮普语、信德语、普什图语、克什米尔语、俾路支语、西莱基语、布拉灰语等为母语的使用者的人，都能使用乌尔都语，乌尔都语也成为了巴基斯坦国家团结的象征，并成为巴基斯坦的主要交际语。它混合了巴基斯坦不同地区的词汇；同样，巴基斯坦不同地区的语言也受到乌尔都语的词汇影响。5百万来自不同民族（如普什图族、塔吉克族、乌兹别克族、哈扎拉族、土库曼族等）的阿富汗难民，在巴基斯坦居住了超过25年以后，都能操流利乌尔都语。这样可推论出，使用乌尔都语的中心，已由印度的德里和勒克瑙，转而到巴基斯坦的卡拉奇和拉合尔。
而在印度，乌尔都语在北方邦、克什米尔、德里、班加罗尔、海得拉巴、孟买和中部其他地区使用。一些印度学校以乌尔都语作为第一语言，并有其课程和考试。在印度的伊斯兰学校同时教授阿拉伯语和乌尔都语。一些报章如Daily Salar、Paasban，在班加罗尔等城市发行。
乌尔都语亦有在阿富汗的市区使用。而在南亚以外，亦有为数甚多的劳工，在波斯湾国家和沙特阿拉伯的主要城市中使用。在英国、美国、加拿大、挪威和澳大利亚的大城市，也有乌尔都语移民和他们的后裔在使用此语言。
在香港，由於南亞裔人士眾多，不少的國際學校都有专门開設烏爾都語的課程。時任香港特別行政區行政長官梁振英於2016年度「行政長官施政報告」，更鼓勵香港本地高中生選修一帶一路國家的語言，其中包括烏爾都語，以協助一帶一路國家發展。
有较多人使用乌尔都语作为母语的国家：
| - 印度（4810万「1997年」） - 巴基斯坦（1177万「2005年」） - 英国（700,000「1990年」） - 孟加拉（650,000） - 沙特阿拉伯（550,000） - 阿拉伯联合酋长国（500,000） - 美国（350,000） - 尼泊尔（275,000） - 南非（200,000；南亚穆斯林，多数人说乌尔都语） - 阿曼（90,000） - 加拿大（80,895「2001年」） - 巴林（80,000） - 毛里求斯（74,000） - 卡塔尔（70,000） | - 德国（40,000） - 挪威（26,950「2005年」） - 法国（20,000） - 西班牙（18,000「2004年」） - 瑞典（10,000「2001年」） - 泰国（5,000） - 阿富汗 - 日本 - 斐济 - 圭亚那 - 澳大利亚 - 丹麦 - 意大利 - 新西兰 |

### 官方地位

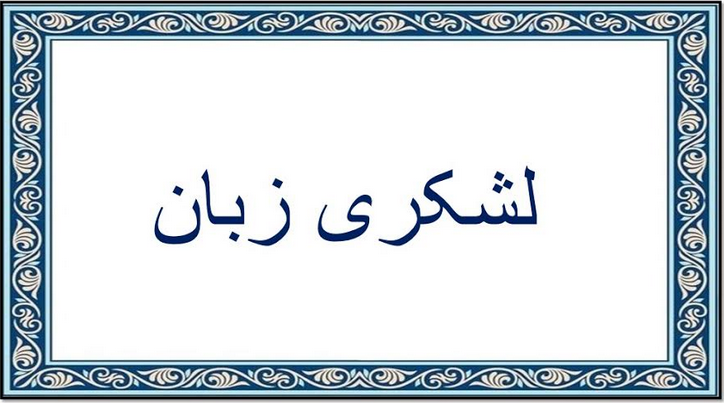
当地字母表中的拉什卡里语标题

乌尔都语是巴基斯坦的国语和官方语言（英语也是巴基斯坦的官方语言）。虽然英语在精英的圈子内使用，旁遮普语也有大量的母语使用者，乌尔都语作为交际语被广泛使用。乌尔都语也是印度、印度控制的查谟和克什米尔和特伦甘纳邦的附加官方语言。虽然政府学校和大多数邦份着重使用标准印地语，但在勒克瑙和海得拉巴的大学，乌尔都语有被使用，并被看成是种有威望的语言。

## 分类及相关语言

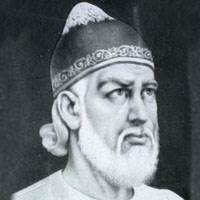
乌尔都语曾有多种命名，“乌尔都”一名据称来自于诗人古拉姆·哈姆达尼·穆沙菲 (Ghulam Hamdani Mushafi)

乌尔都语属于印雅语支，也是印欧语系的一个分支。 类似的方言分布在从旁遮普到南亚孟加拉的广大地区。 这些语言具有相似的语法结构和大部分相同的词汇。 旁遮普语与乌尔都语非常相似：如果用梵文字母书写，说旁遮普语的人理解乌尔都语并不难。 但是旁遮普语的口语发音与乌尔都语有很大不同。 最接近乌尔都语的是印地语。

## 方言
乌尔都语在印度有四种官方认可的方言, Dakhini、Pinjari、Rekhta和Modern Vernacular Urdu。
Modern Vernacular Urdu是目前最被廣泛傳播及使用的一種方言，並且在：德里、勒克瑙（Lucknow）、卡拉奇（Karachi）和拉合尔（Lahore）等地區使用。
Dakhini（也被称为Dakani、Deccani、Desia或Mirgan）在印度的马哈拉施特拉邦（Maharashtra）及其四周海得拉巴（Hyderabad）使用。這種方言所使用的阿拉伯語及波斯語借詞較標準烏爾都語少。
另一个非官方名称是拉合尔方言的“Lahori”，但由于不再使用它，人们对其知之甚少

## 语法
烏爾都語的名詞分阳性和阴性。不過，有一些字詞的文法性分類比較特別，通常是從英語來的新字詞，它們並無性別。
烏爾都語的名詞還有分單數和眾數。

## 例子
| 中文                 | 烏爾都語                  | 發音                        | 備註 |
| -------------------- | ------------------------- | --------------------------- | --- |
| 你好／您好           | السلام علیکم‬              | assalāmu ‘alaikum           | اداب‬ [aˈdaːb] 通常用於尊敬對方的場合 و علیکم السلام‬ [ˈwaɭikum ˈaʔsaɭam] 是正確的回應，此问候直接借用阿拉伯语                        |
| 您好                 | اداب عرض ہے‬               | ādāb arz hai                | 直译“向您问候” 非常正式的世俗问候。                                                                                                 |
| 再見                 | خدا حافظ‬                  | khuda hāfiz                 | Khuda是波斯语的神， 而Hafiz是源自阿拉伯語的hifz，意義為「保護」 所以這句話可被理解為「願神守護於你」之意 普遍通用于穆斯林与非穆斯林 |
| 是／對               | ہاں‬                       | hāⁿ                         | 非正式 |
| 是／對               | جی‬                        | jī                          | 正式 |
| 不是／不對           | نا‬                        | nā                          | 非正式 |
| 不是／不對           | نہیں‬                      | nahīⁿ, jī nahīⁿ             | 正式 |
| 請                   | مہربانی‬                   | meharbānī                   | |
| 謝謝                 | شکریہ‬                     | shukrīā                     | |
| 請進來               | تشریف لائیے‬               | tashrīf laīe                | 直譯「惠攜」 |
| 請坐下來             | تشریف رکھیئے‬              | tashrīf rakhīe              | 直譯「惠置」 |
| 我很高興跟你見面     | اپ سے مل کر خوشی ہوی‬      | āp se mil kar khushī hūyī   | |
| 您說不說英語？       | کیا اپ انگریزی بولتے ہیں؟‬ | kya āp angrezī bolte haiⁿ?  | |
| 我不能說烏爾都語。   | میں اردو نہیں بولتا‬       | maiⁿ urdū nahīⁿ boltā/boltī | boltā为男性使用，boltī为女性使用 |
| 我的名字是⋯          | میرا نام ۔۔۔ ہے‬           | merā nām ... hai            | |
| 拉合爾在哪個方向？   | لاہور کس طرف ہے؟‬          | lāhaur kis taraf hai?       | |
| 孟買在哪兒？         | ممبئی کہاں ہے؟‬            | mumbaī kahāⁿ hai?           | |
| 烏爾都語是個好語言。 | اردو اچھی زبان ہے‬         | urdū achhī zabān hai        | |

## 延伸阅读
- Asher, R. E. (Ed.). (1994). The Encyclopedia of language and linguistics. Oxford: Pergamon Press. ISBN 0-08-035943-4.
- Azim, Anwar. (1975). Urdu a victim of cultural genocide. In Z. Imam (Ed.), Muslims in India (p. 259).
- Bailey, T. Grahame. "Urdu: the Name and the Language." Journal of the Royal Asiatic Society 62.2 (1930): 391-400.
- Chatterji, Suniti K. (1960). Indo-Aryan and Hindi (rev. 2nd ed.). Calcutta: Firma K.L. Mukhopadhyay.
- Dua, Hans R. (1992). Hindi-Urdu as a pluricentric language. In M. G. Clyne (Ed.), Pluricentric languages: Differing norms in different nations. Berlin: Mouton de Gruyter. ISBN 3-11-012855-1.
- Dua, Hans R. (1994b). Urdu. In Asher (Ed.) (pp. 4863-4864).
- Dua, Hans R. (1994a). Hindustani. In Asher (Ed.) (pp. 1554).
- Kelkar, A. R. (1968). Studies in Hindi-Urdu: Introduction and word phonology. Poona: Deccan College.
- Khan, M. H. (1969). Urdu. In T. A. Sebeok (Ed.), Current trends in linguistics (Vol. 5). The Hague: Mouton.
- Narang, G. C.; & Becker, D. A. (1971). Aspiration and nasalization in the generative phonology of Hindi-Urdu. Language, 47, 646-767.
- Ohala, M. (1972). Topics in Hindi-Urdu phonology. (PhD dissertation, University of California, Los Angeles).
- Rai, Amrit. (1984). A house divided: The origin and development of Hindi-Hindustani. Delhi: Oxford University Press. ISBN 0-19-561643-X.

## 参閲
- 乌尔都人、乌尔都语文学
- 旁遮普语、普什图语、印地语

### 乌尔都语的介绍
- ترتیب وڈیزائننگ ایم پی خاؿ اردولشکری زبان (样本文献 )
- Urdu is our Main Point: （页面存档备份，存于） Having Great Resources of Urdu Poetry,Hamd,Naat,Mizah,News etc...
- CRULP （页面存档备份，存于） Center for research in Urdu language processing
- Urdustan.com : oldest Urdu language website （页面存档备份，存于）
- Introductory Urdu (Volume 1) （页面存档备份，存于）
- Introductory Urdu (Volume 2) （页面存档备份，存于）
- Urdu Wiktionary （页面存档备份，存于）
- Hindi phrasebook on Wikivoyage
- Urdu phrasebook on Wikivoyage
- History of Urdu Literature
- NeoSense Urdu Extension for Ligature Parsing

### 使用乌尔都语的网站
- 在线字典 （页面存档备份，存于）
- 乌尔都语数码图书馆（页面存档备份，存于）
- 乌尔都语诗歌 （页面存档备份，存于）
- Shairy.com 乌尔都语诗歌和论坛 （页面存档备份，存于）
- Al Qamar Online Urdu Network from London （页面存档备份，存于）
- 乌尔都语维基 （页面存档备份，存于）
- 讨论乌尔都语和文化的合作性博客 （页面存档备份，存于）
- 乌尔都语博客 （页面存档备份，存于）
- 乌尔都语（页面存档备份，存于）
- BBC乌尔都语新闻（页面存档备份，存于）
- NHK烏爾都語（Urdu）廣播（页面存档备份，存于）